# Thiendorf
Thiendorf là một đô thị thuộc huyện Meißen, bang Sachsen Đức. Đô thị Thiendorf có diện tích 50,49 km², dân số thời điểm ngày 31 tháng 12 năm 2006 là 2254 người. Thiendorf nằm gần Dresden.
Thiendorf gồm các khu vực dân cư sau:
- Lötzschen
- Lüttichau
- Naundorf bei Ortrand
- Ponickau
- Sacka
- Stölpchen
- Welxande